# Португальское имя
Полное имя (порт. nome completo) португалоязычных персоналий обычно включает один или два элемента собственно имени (порт. nome de batismo, nome próprio, порт.-браз. prenome) и два элемента фамилии (порт. apelido, порт.-браз. sobrenome), причём каждый из элементов фамилии может быть как простым, так и составным.

## Имена
Уменьшительные имена образуются с помощью уменьшительных суффиксов или путём изменения основы: João > Joãozinho, Ana > Anita, José > Zé, Francisco > Chico.
Элемент Maria может входить в состав как мужских, так и женских имён. Род определяется по первому имени: João Maria, José Maria и т. п. — мужские имена, Maria João, Maria José и т. п. — женские. Существует значительное количество женских имён, в состав которых входит Maria и происхождение которых связано с религиозным культом: Maria da Conceição, Maria das Dores, Maria da Assunção, Maria de Fátima, Maria de Lurdes, Maria do Céu, Maria da Luz, Maria da Graça и т. п. В таких случаях элемент, присоединённый предлогом, является частью имени, а не фамилии.
В португальской традиции существует также понятие nome vocatório, то есть имя, под которым человек наиболее известен. Обычно это сокращённая форма полного официального имени. Не следует путать её с псевдонимами. Например: Криштиану Роналду (Криштиану Роналду душ Сантуш Авейру). К этой же категории относятся имена многих спортсменов, которые более известны просто по имени или по его уменьшительной форме и гораздо реже по комбинации имени и фамилии: Эузебиу (Эузебиу да Силва Феррейра), Жука (Жулиу Сернадаш Перейра), Зе Каштру (Жозе Эдуарду Роза Вале и Каштру).

## Происхождение фамилий
Значительная часть португальских фамилий, как и в большинстве индоевропейских языков, образована от отчеств: Fernão, Fernando > Fernandes; Henrique > Henriques; Nuno > Nunes. Другая значительная часть происходит от топонимов: Braga, Castelo Branco, Coimbra, Guimarães. Ещё одна значительная часть фамилий связана с названиями растений: Carvalho, Oliveira, Pereira, Pinheiro, Queirós, Silva, Teixeira.
В отличие от русского языка, фамилии, связанные с животным миром и различным родом деятельности, не столь распространены. Самыми распространёнными фамилиями являются: Silva (9,44 %), Santos (5,96 %), Ferreira (5,25 %), Pereira (4,88 %), Oliveira (3,71 %).

## Состав и порядок португальских фамилий
В современной структуре фамилии первый элемент — от матери, последний — от отца. Такой порядок был законодательно закреплён в 1932 году. Не следует путать эту схему с испанскими фамилиями, в которых порядок следования элементов обратный: сначала элемент фамилии отца, затем — матери. Такой же порядок сохранялся и в Португалии вплоть до начала XX века. Например, в имени Антониу де Оливейра Салазара первый элемент фамилии — от отца, Антониу де Оливейры, а второй — от матери, Марии ду Режгате Салазар. Замужние женщины могут (но не обязательно) добавлять часть фамилии мужа к своей девичьей фамилии. Крайне редко мужчины добавляют к своему полному имени часть фамилии жены.
Закон предписывает, чтобы у ребёнка был как минимум один элемент имени и один элемент фамилии одного из родителей, но короткие полные имена крайне редки. В Гражданском кодексе Португалии значится:
- Ребёнок может использовать фамилии отца и матери или одну из них.
- Выбор имени и фамилий ребёнка осуществляется родителями; при отсутствии их единогласия решение определяет судья в соответствии с интересами ребёнка.
- В случае установления материнства или отцовства после регистрации рождения фамилии ребёнка могут быть изменены в соответствии с вышеизложенными пунктами[3].

Ранее была распространена практика, когда мальчики получали фамилию отца, а девочки — матери. Так, например, сыновья Васко да Гамы имели фамилию да Гама, а дочь — фамилию его жены, Катарины де Атаиде. В некоторых семьях до сих пор у родных братьев и сестёр могут встречаться различные комбинации элементов фамилии.
У персоналий аристократического происхождения в фамилию также могут быть включены элементы фамилий дедушек и бабушек, однако, согласно Гражданскому кодексу Португальской Республики, полное имя может максимально содержать 6 простых или составных элементов: первые 2 передают собственно имя, остальные 4 отводятся для фамилий. Порядок фамилий устанавливается родителями. Бразильское законодательство формально не ограничивает количество элементов в полном имени.
В состав фамилий могут входить предлоги de, do, dos, da, das и соединительный союз e. При этом эти служебные элементы не учитываются как часть фамилии при использовании в алфавитных списках, поэтому, например, António de Castro в библиографической записи выглядит как Castro, António de, а фамилию ангольского президента Жозе Эдуарду душ Сантуша в тексте следует указывать как «президент Сантуш», а не «президент душ Сантуш».
При формальном обращении, при оформлении библиографических ссылок и в других официальных контекстах обычно используется последний элемент фамилии. В неформальном контексте человек сам выбирает, какие из элементов имени и фамилии он предпочитает использовать в сокращённой форме своего имени.
Примеры использования последней из нескольких фамилий на первом месте в словарях Lello (1974) и Portugal (1915)
- Vasconcellos (Carolina Wilhelma Michaelis de)[6]
- Vasconcelos (Jorge FERREIRA de)[7]; Vasconcellos (Jorge Ferreira de)[8]
- Vasconcelos (D. José Maria de SOUSA BOTELHO MOURÃO E)[9]; Vasconcellos (D. José Maria de Sousa Botelho Mourão e)[10] — португальский дипломат, издатель монументальной публикации «Лузиад» Камоэнса 1817 года[11]
- Vasconcelos (Luís MENDES de)[12]; Vasconcellos (Luiz Mendes de)[13]
- Vasconcelos (Mem RODRIGUES de)[порт.][14]; Vasconcellos (Mem Rodrigues de)[15]

Однако Вашконселуш как последний элемент, например, в трёхчленной фамилии может и не занимать первое место: Barbuda e Vasconcellos (Manuel Mendes de); Barros e Vasconcellos (José Joaquim Soares de).
В зависимости от степени родства фамилия Вашконселуш (как и любая другая) занимает соответствующее ей порядковое место или в случае с очень дальним родственником может даже не упоминаться. Так, например, дон Антониу имел далёких предков из семейства Каштелу Бранку, которые породнились сперва с семейством Коррейя, затем с Кунья, после сблизились с Вашконселуш, которые в свою очередь породнились с фамилией Соуза. Помимо того, дон Антониу был 9-м графом Помбейру — титул ставится в конце перечисляемых имён как более весомый элемент. Но последним и самым важным оказывается титул маркиза: дон Антониу, 3-й маркиз де Белаш. В справочнике Portugal имя данной персоны из 9 элементов в наименовании статьи имеет следующий вид: 
- Bellas (D. Antonio de Castello Branco Corrêa e Cunha de Vasconcellos e Sousa, 9.º conde de Pombeiro e 3.º marquez de)[18]

С другой стороны, воспринимаемые нераздельными последние два элемента Вашконселуш и Соуза в сложносоставном имени José Maria Rita de Castelo Branco Correia da Cunha Vasconcelos e Sousa, 1.º conde da Figueira при именовании статьи уступают первенство графскому титулу Фигейра: 
- Figueira (D. José de Castello Branco Correia e Cunha Vasconcellos e Sousa, 1.º conde da)[19]

Напротив, в других случаях титул не выступает на первое место, но фамилия из трёх элементов (из четырёх, считая титул) делится следующим образом:
- Vasconcelos e Sousa (João Rodrigues de), 2.º conde de Castelo Melhor — V [см.]. Vasconcelos (João Rodrigues de)[20]

Имеются взаимозаменяемые почти равноценные варианты. Тогда источники для их указания приводят перенаправления:
- Sousa e Vasconcelos (Francisco de), 5.º alcaide mor de Pombal — V [см.]. Vasconcelos (Francisco de)[21]
- Sousa e Vasconcelos (João Rodrigues de), 6.º alcaide mor de Pombal — V [см.]. Vasconcelos e Sousa (João Rodrigues de)[21]
- Sousa de Vasconcelos (Luís de), 4.º alcaide mor de Pombal[21]

В вышеуказанных случаях под именем Жуана Родригеша де Вашконселуш и Соуза указаны не два и не три разных лица с учётом перенаправления на Жуана Родригеша де Вашконселуш. И 2-й граф де Каштелу Мельор, и 6-й главный алкайд Помбала представляют одну и ту же персону, менявшую имя на своём жизненном пути. Сперва носил имя Жуан Родригеш де Соуза и Вашконселуш, но приняв титул 2-го графа де Каштелу Мельор сменил имя на Жуан Родригеш де Вашконселуш и Соуза (перемена мест фамилий). Отец Луиш был 4-м главным алкайдом Помбала, его титул унаследовал старший сын Франсишку (5-й алкайд), а после его смерти Жуан стал 6-м алкайдом и в дальнейшем сменил имя с перестановкой мест фамилий.
Далеко не всегда составные фамилии разбиваются, выдвигая на первое место последнюю фамилию. Встречается оппозиция слитного и раздельного написания в наименованиях статей справочников, например, в случае с фамилией Феррейра, когда в одной части наименований статей о персоналиях двойные фамилии разделяются, а в другой — воспринимаются как единое целое:
- Ferreira (Antonio José da Silva)[23]
- Ferreira (D. João da Silva)[24]
  - FERREIRA DA SILVA (Alfredo) (1859—1923)[25][26]
  - FERREIRA DA SILVA (António Joaquim) (1853—1923)[27][26]

или:
- Ferreira (Antonio Eduardo da Costa)[28]
- Ferreira (Belchior da Costa)[29]
- Ferreira (João Costa)[24]
- Ferreira (Manuel da Costa)[30]
  - Ferreira da Costa (Caetano)[31]
  - Ferreira da Costa (Eduardo Augusto)[31]
  - Ferreira da Costa (João de Deus Paula)[31]

## Комментарии
1. ↑  Гражданский кодекс Португалии: Código Civil Português, Cap. III, art. 1875; Гражданский кодекс Бразилии: Código Civil Brasileiro, Cap. III, art. 16.
2. ↑  Примеры из справочника Portugal приведены согласно оригиналу, то есть в орфографии до реформы 1911 года.